# Цвітенко Парасковія Семенівна
Парасковія Семенівна Цвітенко (1 липня 1916, село Преображенне Нижньодуванської волості Куп'янського повіту Харківської губернії, тепер Сватівського району Луганської області — 17 жовтня 2005, місто Сватове Сватівського району Луганської області) — українська радянська діячка, новатор сільськогосподарського виробництва, свинарка колгоспу «40 років Жовтня» Нижньодуванського (Сватівського) району Луганської області. Герой Соціалістичної Праці (26.02.1958). Депутат Верховної Ради УРСР 5-го скликання.

## Біографія
Народилася у селянській родині. Освіта початкова. Трудову діяльність розпочала у тринадцятирічному віці. Працювала пастухом, причіплювачем біля тракторів, робітницею на тваринницькій фермі. З 1930 року працювала в місцевому колгоспі імені Шевченка в селі Преображенне Нижньодуванського району на рядових роботах. Потім сім років трудилася у радгоспі «Учебный» Сватівського району Ворошиловградської області.
На початку німецько-радянської війни брала участь у будівництві оборонних споруд. У 1942—1943 роках проживала  на окупованій німцями території Нижньодуванського району.
З 1943 року — колгоспниця колгоспу «40 років Жовтня» села Преображенне Нижньодуванського (тепер — Сватівського) району Ворошиловградської (Луганської) області. Спочатку працювала на рядових роботах: прибирала хліб, працювала на току, на прополюванні сільськогосподарських культур. У 1947 році пішла працювати на свиноферму колгоспу. У 1955 році вона отримала по 25, 1956 року — по 31, 1957 року — по 27 поросят на одну свиноматку із закріпленої за нею групи свиноматок. У 1958 році отримала по 31 поросяті на кожну свиноматку.
Член КПРС з 1956 року.
Указом Президії Верховної Ради СРСР від 26 лютого 1958 року за особливі заслуги в розвитку сільського господарства та досягнення високих показників по виробництву зерна, цукрових буряків, молока, м'яса та іншої продукції сільського господарства і впровадження у виробництво досягнень науки і передового досвіду Цвітенко Парасковії Семенівні присвоєно звання Героя Соціалістичної Праці з врученням ордена Леніна і золотої медалі «Серп і молот».
Обиралася делегатом ХХІ (1959 рік) та ХХІІ (1961 рік) з'їздів КПРС. Новаторство Цвітенко у галузі свинарства широко використовували і свинарки інших колгоспів. У 1963 році про досвід її роботи була опублікована наукова стаття в спеціальному журналі «Свинарство СРСР».
У 1970 році пішла на пенсію. У 1990-і роки шахраї вкрали нагороди і здоров'я самотньої літньої жінки погіршало. Останні роки проживала у будинку літніх людей в місті Сватовому, де й померла в 2005 році. Похована на міському кладовищі міста Сватове Луганської області.

## Нагороди
- Герой Соціалістичної Праці (26.02.1958)
- орден Леніна (26.02.1958)
- ордени
- медалі